# Organisation apprenante
 (juin 2020).
 (mai 2022).
Si vous disposez d'ouvrages ou d'articles de référence ou si vous connaissez des sites web de qualité traitant du thème abordé ici, merci de compléter l'article en donnant les références utiles à sa vérifiabilité et en les liant à la section « Notes et références ».
Une organisation apprenante est une organisation humaine (entreprise, administration, etc.) qui met en œuvre un ensemble de pratiques et de dispositions pour rester en phase avec son environnement. On rencontre aussi l’ appellation  entreprise apprenante.
Chaque entreprise peut être considérée comme un système vivant opérant au sein d'un écosystème. À l'intérieur de l'entreprise, comme dans un organisme multicellulaire, chaque membre est lui-même attentif à cet écosystème. Dans l'entreprise apprenante, tous les membres apprennent les uns des autres. Cette communication transversale permet l'émergence du vivant qu'il soit innovation, intelligence collective ou adaptation permanente à l'environnement. C'est ce qui assure le développement durable de l'organisation.

## Historique et origines
Il semble que ce soit Arie de Geus, homme d'entreprise, responsable du Group planning de Royal Dutch Shell, qui ait parlé le premier d’ « entreprise apprenante » dans son livre The Living Company publié à Londres en 1997, reprenant les analyses de Peter Senge, La 5e discipline, l'art et la manière des organisations qui apprennent, publié en 1990.
L'idée d'organisation qui apprend a été trouvée par le professeur et conseiller en management des entreprises Chris Argyris et reprise en 1990 par son assistant et disciple Peter Senge, les spécificités et les pratiques de l'organisation apprenante se sont développées dans les années 1990 et 2000.
La réflexion sur le « comment apprendre » utilise les recherches du psychologue Jean Piaget sur l'émergence de l'intelligence chez l'enfant, l'apprentissage par accommodation, par assimilation,.
Peter Senge, dans son livre publié en 1991 La 5e discipline, l'art et la manière des organisations qui apprennent et dans le « Guide de terrain » décrit cinq disciplines qui, pratiquées conjointement, permettent à l'entreprise de devenir une « organisation apprenante », en développant  le learning, en français « apprentissage » rendu par le néologisme « apprenance », un concept et une attitude, qui va au-delà d'un outil managérial puisqu'il implique une transformation parallèle des personnes et des organisations. L'idée est : « je me transforme moi-même pour transformer mon organisation ».

### En France
Ces recherches sur l'organisation apprenante ont ensuite largement inspiré les études sur la gouvernance des organisations et l'importance de la transversalité et du dialogue dans les techniques de management. En France les travaux de Peter Senge sont prolongés par l'association Sol France. Selon les Échos, le patronat français s’y intéresse et un groupe de travail sur l'entreprise apprenante au sein de la commission «progrès des entreprises du CNPF». En 2022, France Stratégie publie un rapport qui considère que le Lean et l’Organisation Apprenante sont les deux formes organisationnelles nouvelles qui permettent de dépasser le taylorisme. 

## Apprenance organisationnelle et Organisation apprenante
L'apprenance organisationnelle peut être définie comme un processus d'apprentissage par le biais d'interactions sociales au niveau des groupes et des organisations. Grâce à l'apprenance organisationnelle, "des organisations entières ou leurs composantes s'adaptent à des environnements changeants en générant et en adoptant de manière sélective des routines organisationnelles" . Cela signifie que l'apprenance organisationnelle a pour conséquence un niveau accru de connaissances organisationnelles, porteur de générer de nouveaux changements dans l'organisation.
L’apprenance organisationnelle ne saurait être confondu avec l’organisation apprenante. Pour qu’une organisation devienne apprenante, il faut que cela soit décidé et qu’un certain nombre de mesures concrètes aient été mise en place pour qu’elle le devienne.
Farrukh et Waheed proposent dans une revue de littérature de 2015 la définition suivante de  l'organisation apprenante: il s’agit d’une organisation qui apprend par l'intermédiaire de ses membres, individuellement et collectivement afin de créer des avantages concurrentiels en développant un système de facilitation à travers le processus d'auto-développement et de partage de l'information, tout en responsabilisant ses employés.
Senge considère l'organisation apprenante comme une invention sociale, qu’on pourrait comparer à une invention technique. Tout comme une invention technique est composée d'éléments tangibles appelés technologies, une invention sociale est composée d'éléments intangibles appelés disciplines. Une discipline est essentiellement "un ensemble de théories et de techniques qui doivent être étudiées et maîtrisées pour être mises en pratique". Une discipline est un chemin de développement permettant d'acquérir des aptitudes ou compétences... Pratiquer une discipline, c'est être apprenant tout au long de la vie". Ces disciplines doivent converger pour que l'entreprise se développe en tant qu'organisation apprenante.
Mais au delà de cela, Senge considère que l’élément clé de l’organisation apprenante est un changement d’état d’esprit de l’ensemble des employés, et en particulier des managers. “A learning organization is a place where people are continually discovering how they create their reality. And how they can change it” (Senge, 1999, p.13). Pour lui, l’essence  de la transformation en entreprise apprenante est cette «quête pour un apprentissage cognitif, émotionnel et spirituel, seul apte  produire ce changement d’état d’esprit.

## Les cinq composantes de l’organisation apprenante selon Senge
Dans son ouvrage La 5e discipline, l'art et la manière des organisations qui apprennent publié en 1991, Peter Senge propose cinq caractéristiques, qu’il appelle «disciplines» dont il considère qu’elles sont nécessaires, i.e. qu’elles doivent être pratiquées pour qu’une organisation devienne apprenante,:
1. Les modèles mentaux. Selon Senge (1990), les modèles mentaux constituent des hypothèses enracinées en chacun, relatives au fonctionnement du monde. Ils forment des images internes qui informent nos actions. Alors que spontanément nous n’avons pas nécessairement conscience de ces modèles mentaux et de leur rôle dans nos perceptions et nos actions, Peter Senge nous renvoie au développement d’une prise de conscience des attitudes et des perceptions qui influencent nos pensées et actions. Il s’agit pour l’individu de saisir les sous-bassements du développement de sa propre pensée et de ses perceptions. L'adoption de changements se produira plus simplement dès lors que les membres de l'organisation auront conscientisé ces modèles et développé des modèles mentaux constructifs. À partir de là, les individus peuvent acquérir plus de capacité à gouverner leurs actions et leurs décisions, en réfléchissant, en parlant et en reconsidérant continuellement ces modèles mentaux. La théorie de l'action d'Argyris et Schön prête également attention à la relation entre les modèles mentaux présents en chaque individu et ses comportements et actions.
2. La maîtrise personnelle (conscience de ses modèles mentaux) : Les individus au sein de l'entreprise sont engagés dans leur propre développement personnel et professionnel. Ils cherchent constamment à s'améliorer, acquérir de nouvelles compétences et améliorer leurs performances. Quand il évoque la connaissance et la maîtrise de soi, l’auteur élargit son propos à ce qu’il nomme la sollicitude authentique. Il s’agit de la capacité à se concentrer sur un but ultime, une vision qui nous est propre. il s’agit de s’engager dans un processus continu de clarification de notre vision personnelle, d'exercice de l'objectivité, et d'auto-évaluation, dans le but de nous transformer dans ce chemin intérieur[15].
3. La vision partagée : Une entreprise apprenante nécessite une vision commune et partagée par tous les membres de l'organisation. Une entreprise apprenante est capable de synthétiser les différentes parties de l'organisation pour créer une vision globale, partager des buts et des valeurs. Cette vision commune émergera du dialogue autour de ce qui anime et motive les individus. C’est un préalable pour créer un objectif commun susceptible d’inspirer l'engagement et l'alignement des individus[16].
4. L'apprentissage en équipe : Les équipes de travail sont conçues comme des unités d'apprentissage. Elles encouragent la réflexion collective, la résolution de problèmes, et favorisent l'échange continu de connaissances, d'idées et d'expériences.
5. La pensée systémique : Les membres de l'organisation comprennent les interactions complexes et les interdépendances au sein du système. Ils adoptent une perspective holistique pour analyser les problèmes et les situations, prenant en compte l'ensemble des relations et des processus.

## Démarche de l'organisation apprenante
En 1993, David A. Garvin considère qu’une organisation apprenante est « une organisation capable de créer, acquérir et transférer de la connaissance, et de modifier son comportement pour refléter de nouvelles connaissances »,.
Pour mettre en œuvre concrètement cet apprentissage, Garvin estime alors que l'organisation apprenante doit développer cinq activités :
1. la résolution de problèmes en groupe ;
2. l'expérimentation : lancer un projet, faire une expérience pilote, etc. sont des occasions d'apprentissage ;
3. tirer les leçons des expériences : prendre le temps de dresser un bilan des succès comme des échecs ;
4. apprendre avec les autres : clients, partenaires, fournisseurs, etc. ;
5. transférer les connaissances : c'est un point crucial. Il faut mettre à la disposition de ceux qui en ont besoin une base qui rassemble les connaissances utiles.

Pour cet auteur, plus qu’un modèle, une organisation apprenante est un état d’esprit. Chercher à être une organisation apprenante doit être considérée comme un projet d’entreprise mobilisateur de l’ensemble des acteurs.
Elle s’appuie sur :
- Un préalable organisationnel : tous les individus ont le potentiel pour contribuer à l’essor de l’entreprise tout en développant une qualification plus importante, mais ce respect de l’individu ne signifie pas égalité des responsabilités ;
- Un préalable individuel : cela nécessite de ne pas considérer son savoir comme un pouvoir privé mais comme un atout au développement commun. Apprendre augmente les possibilités pour l’action intelligente.

Contribuer au savoir collectif capitalisé dans l’entreprise devient un critère clé de toutes les activités de l’organisation.
Son principe cible la progression organisationnelle et professionnelle, en laissant une part d’incertitude tant sur les contours que sur l’itinéraire pour l’atteindre. Cette cible mouvante est un principe méthodologique profondément cohérent dans la perspective d’une organisation apprenante.
En forte articulation avec les situations de travail, la démarche collective de confrontation, conjuguée à la mobilisation de l’intelligence pour construire des solutions, ont pour finalité le transfert de l’action sur le terrain. Il ne s’agit pas seulement de l’habileté à créer de nouveaux savoirs, il s'agit aussi de l’habileté à les transmettre et à les mettre en œuvre.

## Objectifs
Que ce soit dans la nature ou dans les structures, il s'agit d'apprendre à apprendre de son expérience et ceci, dans une logique de développement des personnes, des organisations et des outils conformes aux besoins d’évolutions progressives.

### Pour les acteurs de la structure
Au sein d'une organisation apprenante, on cherche à :
- Susciter et développer l’autonomie et la prise d’initiative
- Utiliser et développer les capacités de coopération et d’adaptation au changement
- Élargir les possibilités de se réaliser dans son travail (en vue d'améliorer la santé et la qualité de la vie)

Ensemble, quelquefois avec des approches différentes mais complémentaires, les différents acteurs vont analyser les événements. Ils vont exploiter des relations possibles entre des phénomènes proches, développer les ressources d’un raisonnement logique et d’une construction commune.
Car c’est la manière dont la personne comprend et exploite son expérience qui la rend signifiante.
Mais c’est aussi elle qui décide de son investissement qui apprend et choisit de mettre en œuvre. Cette décision dépend de facteurs intrinsèques et extrinsèques dont la responsabilité appartient tant à la personne qu’à l’organisation. Si la participation de l’ensemble des personnes favorise la responsabilisation de chacun, la mise en place d’apports de formation ponctuels et ciblés est une composante incontournable dans la réussite de la démarche. La structure et ses acteurs se doivent de Savoir, Vouloir et Pouvoir acquérir ces nouvelles compétences pour devenir réellement une organisation apprenante.

### Pour la structure
Le développement des compétences est à considérer comme un enjeu partagé et permanent.
Les entreprises, les produits, l’organisation du travail, les dispositifs se modifient en flux continu et tendu, le capital compétences des personnes doit évoluer et faire évoluer celui de la structure. La projection dans l’avenir professionnel et social tend à donner sens à cet investissement. Il s’agit de faire apparaître le retour réflexif sur les tâches et événements comme une composante ordinaire et reconnue du travail. C’est se situer dans une communication ne se réduisant pas à de simples échanges d’informations mais au partage des démarches, des modes de construction des savoirs, des savoirs en cours d’élaboration. C’est la volonté de miser sur des stratégies de mobilité professionnelles (sinon les démarches pourraient s’avérer pénalisantes pour atteindre des objectifs productifs (économiques et sociaux) à court terme).
Dans cette dynamique il est important d’accompagner l’encadrement de proximité dans l’évolution de ses missions. C’est un état de veille permanente, où il s’agit de multiplier les modalités et les occasions de développement des compétences, mais aussi de leur reconnaissance. L’organisation apprenante est aussi qualifiante.

### Pour l’activité professionnelle
C’est considérer de manière positive et optimiste les événements de l’activité professionnelle. Ils sont de formidables occasions d’apprentissages et d’évolution tant individuelle que pour l’organisation.
Les problèmes ne sont-ils pas des opportunités déguisées en vêtements de travail ?
Très souvent les règles cadrent l’action professionnelle et orientent les tâches vers un résultat attendu, alors il s’agit de développer une posture complémentaire d’exploration face aux événements qui font le quotidien de toute activité professionnelle.
Ces événements peuvent être considérés de deux types :
- Les événements aléas perçus comme des dysfonctionnements dont l’origine est involontaire mais qui en réalité sont des opportunités.
- Les événements provoqués : il s’agit alors d’une modification de l’activité volontaire et c’est dans l’anticipation qu’interviendra la réflexion préalable.

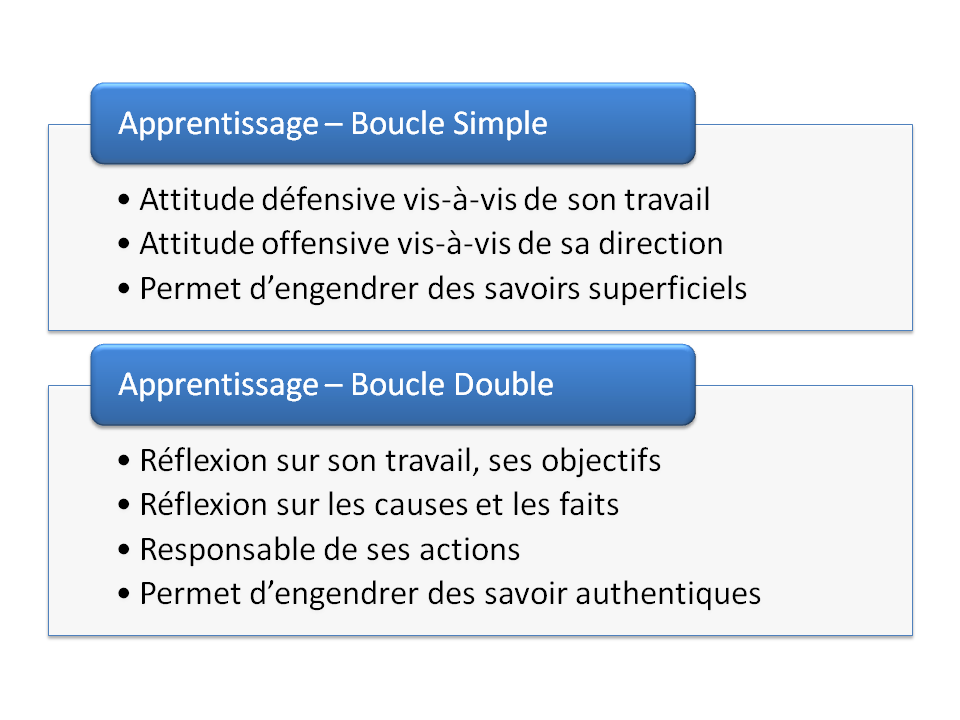
Les deux schémas d'apprentissage selon Chris ARGYRIS.

Pour Chris Argyris et Donald Schön, il y a deux niveaux d'apprentissage.
Il y a apprentissage en « simple boucle » (single loop) lorsque les acteurs sont capables de détecter une erreur et se contentent de la corriger. Il y a apprentissage en « double boucle » (double loop) lorsqu'il ne s'agit plus seulement de corriger une erreur mais de modifier la façon de penser. Seule l'organisation capable de modifier les valeurs qui guident les stratégies d'action peuvent être qualifiées d'« organisation apprenantes ».
La communication réflexive commune est alors un élément incontournable de la production, il s’agit de réfléchir pour agir, les acteurs sont aussi des chercheurs, mais surtout des trouveurs impliqués dans l’action.
L’organisation apprenante permettra d’apprendre à apprendre de son expérience.

## L’organisation apprenante au delà de Peter Senge
Een 2008, un article de l’Harvard Business Review de David A. Garvin, Amy C. Edmondson et Francesca Ginopropose un cadre largement cité permettant d'évaluer si une entreprise est une organisation apprenante. Ces auteurs ne retiennent que trois éléments constitutifs d'une organisation apprenante :
- Un environnement propice à l'apprentissage : Ce qui comprend la sécurité psychologique pour les travailleurs, un regard positif vis-à-vis des différences, une ouverture aux nouvelles idées et du temps consacré à la réflexion.
- le déploiement de processus et de pratiques d'apprentissage concrets : Cela implique l'expérimentation, la collecte et l'analyse d'informations, ainsi que l'éducation et la formation.
- La mise en place d’un leadership qui renforce l'apprentissage : Pour ces auteurs, les dirigeants jouent en effet un rôle crucial en encourageant et en renforçant l'apprentissage au sein de l'organisation.

Ils ont également mis au point un instrument d'enquête avec quatre dimensions qui permet d'examiner en détail ces éléments, d'attribuer une note à chacun d'entre eux et de fournir un cadre pour une analyse comparative détaillée. Les quatre dimensions sont ici le leadership en relation avec l'apprentissage, la structure d'apprentissage, la culture d'apprentissage et les opportunités d'apprentissage.
L'objectif de l’outil proposé est d'aider à brosser un tableau honnête de l’orientation «apprenante» d'une entreprise et des dirigeants qui veulent privilégier ce modèle organisationnel. les auteurs mettent l’accent sur l'importance du dialogue et du diagnostic dans le développement des processus d'une entreprise dans le but de devenir une organisation apprenante.
Plus récemment, Malik et Garg considère que s’inscrire dans la logique de l’organisation apprenante en créant une atmosphère de travail émotionnellement ouverte et positive est un gage d’implication dans le travail. Ils prennent appui sur la théorie du  Broaden-and-Build pour expliquer sur le plan psychologique leur assertion.